# شهربانو سادات
شهربانو سادات (متولد ۱۳۶۹، تهران) فیلمساز افغانستانی است.

## زندگی‌نامه
شهربانو سادات متولد تهران است. او تا سن دوازده سالگی در تهران زندگی کرد و سپس به همراه پدر و مادر خود به افغانستان بازگشت.دوره آموزشی فیلم سازی را در مؤسسه آتلیه واران در کابل دیده است؛ و شروع کار خود را در سینما حقیقت سینما حقیقت آغاز کرد. اولین فیلم بزرگ بلند سینمایی او فیلم گرگ و گوسفند می‌باشد، که داستان یک روستایی است که به جایی که او بزرگ شده بسیار شباهت داردکه توانست در سال ۲۰۱۶ در جشنواره کن در قسمت کارگردانان که بخش جانبی جشنواره کن است جایزه کسب کند.

## فیلم شناسی
- یک وارونه (۲۰۱۱)
- در خانه و دور (۲۰۱۳)
- گرگ و گوسفند (۲۰۱۶)
- پرورشگاه (۲۰۱۹)